# Oulad Yahia Lagraire
Oulad Yahia Lagraire  (in arabo أولاد يحيى لكراير‎?) è un centro abitato e comune rurale del Marocco situato nella provincia di Zagora, regione di Drâa-Tafilalet. Conta una popolazione di 12 019 abitanti (censimento 2014).